# 1152 en santé et médecine
| Années de la santé et de la médecine : 1149 - 1150 - 1151 - 1152 - 1153 - 1154 - 1155    |
| Décennies de la santé et de la médecine : 1120 - 1130 - 1140 - 1150 - 1160 - 1170 - 1180 |

Cet article présente les faits marquants de l'année 1152 en santé et médecine.

## Fondations
- Une maison d'asile pour les pèlerins de Saint-Jacques est attestée à Vendôme et serait à l'origine de l'actuel centre hospitalier[1].
- Mentionné pour la première fois, l'hôpital San Pietro in Senna, près de Lodi en Lombardie, est décrit comme un établissement déjà ancien et bien établi[2].
- Un hôpital est attesté à Cuna, sur l'actuelle commune de Monteroni d'Arbia, dans la province de Sienne, en Toscane[3].
- 1150-1152 : Saint-Gilbert fait adjoindre un hôpital et une léproserie à l'abbaye qu'il est en train de fonder à Neuffontaines en Bourbonnais[4].

## Divers
- Les statuts donnés par Pierre II, évêque de Rodez, à l'hôpital d'Aubrac, « prévoient que tout ce qu'un malade désire doit lui être procuré [...] sauf ce qui pourrait lui être nuisible[5] ».
- « La maladrerie d'Amiens semble sous l'administration des échevins », indice des « restrictions apportées à l'autorité [des évêques] sur les hôpitaux dès le XIIIe et même le XIIe [siècle] par les seigneurs ou les organisations communales[6] ».

## Décès
- Entre le 12 janvier 1152 et le 12 janvier 1156 : Richer (né à une date inconnue), médecin, archidiacre de Châteaudun puis du Dunois, cité dans des chartes de l'abbaye Notre-Dame de Josaphat[7],[8].